# Kinh tế sức chú ý
Kinh tế sức chú ý là một cách tiếp cận quản lý thông tin coi sức chú ý của con người như một mặt hàng khan hiếm, áp dụng các lý thuyết kinh tế học để giải quyết các vấn đề trong quá trình quản lý thông tin.

## Lịch sử
Herbert Simon có lẽ là người đầu tiên đề cập đến ý niệm kinh tế học sức chú ý khi ông viết:
"...trong một thế giới giàu thông tin, thông tin dư thừa hàm nghĩa thiếu vắng một vài nhân tố: khan hiếm thông tin tiêu dùng. Hiển nhiên thông tin nào được người tiêu dùng chấp nhận sẽ chiếm sự chú ý của người tiếp nhận nó. Do đó việc thừa thãi thông tin sẽ tạo trạng thái nghèo nàn của sự chú ý, cần thiết phải phân bổ hiệu quả sự chú ý giữa những nguồn thông tin dư thừa mà người tiêu dùng cần" (Simon 1971, tr. 40-41).
Ông nhắc nhở rằng nhiều người xây dựng các hệ thống thông tin không đúng cách do họ quá chú trọng đến giải quyết những vấn đề về khan hiếm thông tin hơn là sự khan hiếm sức chú ý. Và kết quả là họ xây dựng những hệ thống vượt quá ngưỡng do thông tin cung cấp ngày càng tăng. Với những thông tin thật sự cần thiết, hệ thống sẽ tự lọc những thông tin không quan trọng hoặc thông tin không thích hợp(Simon 1996, tr. 143-144).
Trong những năm gần đây, đề cập của Simon về thông tin quá tải đã trở thành một trọng tâm kinh tế phổ biến (đại chúng) hơn. Những nhà hoạch định chiến lược kinh doanh đã sử dụng và tán đồng thuật ngữ "kinh tế sức chú ý" (Davenport & Beck 2001), thậm chí một vài tác giả phỏng đoán về "những cuộc thương thuyết về sức chú ý" sẽ thay thế những giao dịch tài chính để trở thành tiêu điểm của hệ thống kinh tế (Goldhaber 1997, Franck 1999). Ý tưởng này đã được các nhà nghiên cứu hệ thống thông tin chấp nhận và đang dần trở thành cơ chế tìm hiểu (nghiên cứu) khi xây dựng những ý tưởng sáng tạo dựa trên sức chú ý chính đáng.
Michael H. Goldhaber đã phát triển lý thuyết của Simon, trong bài báo "The Attention Economy and the Net" (đăng ngày 27 tháng 11 năm 1997 trên tờ Telepolis, The Economy of Attention – Telepolis; (2nd) Draft version of a talk to be presented at the conference on "Economics of Digital Information," Cambridge, MA, Jan. 23-26, 1997) cho rằng trong thời đại số hoá thông tin - kết nối mạng thì sức chú ý của con người là một tài nguyên thiếu hụt, tài nguyên không thể chuyển đổi giữa các cá nhân, biểu thị cho tuỳ thuộc vào xu thế thẩm mỹ, văn hoá, nghệ thuật của cộng đồng, lối suy nghĩ, tâm lý nhóm v.v. Một sản phẩm có giá trị cao hay thấp, phần lớn được quyết định từ sức chú ý của con người. Michael H. Goldhaber nhấn mạnh rằng hiện nay chúng ta đang sống trong thời đại của nền kinh tế sức chú ý trong đó kinh tế tri thức được coi là một giai đoạn phát triển bước đầu.
Richard Lanham là một trong những tác giả cũng đề cập đến thuật ngữ "Economics of Attention" đăng trên tạp chí The Independent (phiên bản trực tuyến, ngày 14 tháng 2006). Ông quan niệm nền kinh tế sức chú ý như là "sự phân phối nguồn lực khan hiếm"
"...If the definition of economics is the allocation of scarce resources, then Richard Lanham suggests we might need a new version of that dismal science to account for our hyper-mediated lives…"
R. Lanham đề cập nhiều đến hai khái niệm là phong cách (style) và bản chất (substance), ông nói rằng người ta đang đầu tư nhiều vào sức chú ý bên cạnh việc đầu từ vào fluff và stuff.
"His agenda is familiar enough. Modern capitalism succeeds by the promotion of brands as much as by the delivery of products and services: we're buying narrative and symbolism with our mobiles or cars, as well as functionality. Or, as Lanham puts it a little too winsomely, we invest in "fluff" (the attention we pay to things) as much as in "stuff" (the things)".

## Ví dụ
Một cốc cafe mang nhãn hiệu A mặc dù có cùng hàm lượng cafein, cùng độ thơm ngon, với một cốc cafe B nhưng chưa chắc có giá trị bằng bởi sự quan tâm của con người đến hai cốc cafe này là khác nhau và thật khó có thể chuyển đổi được cho nhau.
Thập niêm 1950 được các học giả phương Tây coi như là cột mốc đánh dấu nhân loại tiến bước vào nền kinh tế tri thức. Khi đó người ta còn mơ hồ và tranh cãi nhiều về thuật ngữ này, bởi những đặc trưng của nền kinh tế tri thức lúc đó còn chưa thể hiện rõ. Đến năm 1992, khi tổng giá trị cổ phiếu của tập đoàn Microsoft lần đầu tiên vượt qua tổng giá trị cổ phiếu của tập đoàn công nghiệp General Motors, một công ty thành công và phát đạt trên nền tảng của sản xuất công nghiệp, thì người ta mới ghi nhận như một minh chứng rõ ràng cho một thí dụ điển hình của kinh tế tri thức. Chưa đầy một thập niên sau, sự thành công rực rỡ về mặt thương mại của tác phẩm Harry Potter khiến nhiều người giật mình thức tỉnh khi cuốn sách tạo nên kỷ lục về số ấn bản của mọi thời đại (vượt mặt tổng số ấn bản được in ra của tất cả các nhà tư tưởng lỗi lạc đông tây kim cổ cộng lại). Đó là thời điểm các nhà kinh tế học bắt đầu quan tâm đến "kinh tế sức chú ý".
"Giả sử mỗi sáng chủ nhật, bạn nhận được một e-mail từ công ty Đoán Giá Xì Tốc Inc dự đoán giá cổ phiếu của công ty AT&T tuần tới sẽ tăng hay giảm. Để minh chứng là họ nói đúng, và nói với bạn rằng nếu bạn trả cho họ 100 đô, họ sẽ gửi dự đoán tuần kế tiếp cho. Hơn thế nữa, công ty Đoán Giá Xì Tốc Inc. sẽ bồi hoàn toàn bộ 100 đô nếu họ đoán sai. Hấp dẫn chưa? Bạn chưa tin tưởng lắm, vì sợ họ lừa đảo gì đó. Tuần sau, bạn thấy họ đã đoán đúng tuần trước, và lại nhận được một email y chang như thế. Họ đoán đúng liên tục 7 tuần liền! À ha. Chắc công ty này (CEO tên là NQH) phải sở hữu "thiên tài" đoán giá cổ phiếu. Đến đây thì bạn tin sái cổ. Xác suất đoán ngẫu nhiên mà trúng 7 lần liên tục là 1/128. Rất thấp! Công ty đó có "thiên tài" thế này. Tuần đầu tiên họ gửi e-mail đến 128 người, một nửa số đó đoán giá cổ phiếu tăng, một nửa đoán giá cổ phiếu giảm. Tuần sau họ chỉ gửi e-mail đến 64 người mà lượt e-mail đầu đã đoán trúng! Cứ thế 7 tuần liền. Dĩ nhiên, họ không chỉ gửi ra 128 e-mails mà sẽ gửi 128 triệu e-mail. Nếu chỉ 1/100 số người nhận "7 lần đoán trúng" này bị lừa, cho họ 100USD, thì họ đã kiếm được 10 triệu đô trong 7 tuần. Đơn giản chưa?"(Ngô Quang Hưng).

## Mối quan hệ với quảng cáo
Ngày nay, kinh tế học sức chú ý chủ yếu quan tâm đến những vấn đề xuất phát từ khách hàng để ứng dụng vào quảng cáo. Những phương tiện quảng cáo truyền thống đi theo mô hình kích thích khách hàng theo chiều suy nghĩ tuyến tính, được gọi tắt là AIDA – tức chú ý (Attention), quan tâm (Interest), mong muốn (Desire) và hành động (Action) (Attention, Interest, Desire and Action). Vì thế sự chú ý trở thành thiết yếu và là giai đoạn đầu tiên của quá trình biến đổi những người từ không quan tâm thành khách hàng có nhu cầu. Từ khi chi phí truyền tải thông điệp đến khách hàng trở nên thấp một cách đáng ngạc nhiên, đã làm cho có quá nhiều thông điệp quảng cáo cùng lúc tác động đến khách hàng làm họ mất khả năng (định hướng) xử lý (thí dụ sự hỗn loạn trong quảng cáo, và tất yếu như thư rác điện tử). Sự chú ý của khách hàng trở thành tài nguyên khan hiếm khi nó được cấp phát ra tùy vào thông điệp quảng cáo (clutter (advertising), và, inevitably Spam (electronic)). Vào năm 2005, đã có một làn sóng trong việc quan tâm đến ứng dụng của môn kinh tế sức chú ý trong áp dụng quảng cáo.
- Tổ chức phi lợi nhuận AttentionTrust.org được thành lập với sứ mệnh "bảo vệ quyền lợi của những người tiêu dùng" trong việc sở hữu, di chuyên và trao đổi dữ liệu về mức quan tâm của họ (AttentionTrust.org 2005). Việc này kéo theo (phát sinh) khả năng chuyển hướng tức thì của người tiêu dùng (qua thao thác nhấn chuột) từ một vị trí từ xa đến những quang mạng quảng cáo được bán lại.
- Hệ thống truyền thông O'Reilly công bố rằng kinh tế sức chú ý là tiêu điểm của năm 2006 trong hội nghị công nghệ thường niêm (Emerging Technology Conference Lưu trữ ngày 18 tháng 9 năm 2007 tại Wayback Machine).
- Các chuyên gia cố vấn bắt đầu đề xuất những kỹ năng (thành thạo) đối với các nhà quảng cáo ứng dụng (Haque 2005), họ tuyên bố "Theo xu hướng người tiêu dùng, sức chú ý đang trở nên khan hiếm – vì thế nó trở thành một mục tiêu thiết yếu – và là tài nguyên sống còn trong chuỗi giá trị. Về cơ bản, sức chú ý khan hiếm sẽ tái hình thành phần lớn các ngành công nghiệp mà nó liên quan, bắt đầu với ngành công nghiệp các phương tiện truyền thông"

## Ứng dụng
- Các chuyên gia quảng cáo tin tưởng rằng những quyết định mua hàng có thể xuất phát ngẫu nhiên từ một hình ảnh trực giác xuất hiện trong đoạn quảng cáo làm người tiêu dùng tiềm năng "xúc động". Liệu các ý tưởng quảng cáo có nên xây dựng từ slogan hay đặc tính sản phẩm? Có nên bắt đầu từ việc dựng mô hình dữ liệu tối thiểu mà vẫn đảm bảo truyền tải đủ thông tin đến người tiêu dùng?

### Kiểm soát ô nhiễm thông tin
Một trong những ứng dụng đó là nghiên cứu các biến thể của thông tin (tin rác, quảng cáo) xem như một dạng thức của sự ô nhiễm, hay "trạng thái tiêu cực". Trong kinh tế học, những tác động bên ngoài có thể tạo ra một sản phẩm phái sinh của quá trình sản xuất tạo, được xem như gánh nặng (hoặc cung cấp những lợi ích) tới những nhóm người không phải là khách hàng trực tiếp. Thí dụ: ô nhiễm không khí & nguồn nước là những tiêu cực từ bên ngoài tác động lên thuế môi trường đánh vào dân cư.
Tiếp cận nền tảng thị trường dựa trên việc điều khiển những vấn đề bên ngoài được Ronald Coase phác thảo trong cuốn "Những vấn đề chi phí xã hội" (The Problem of Social Cost, (Coase 1960)), được phát triển từ bài báo "Federal Communications Commission ((Coase 1960))), ông tuyên bố rằng có những làn sóng vô hình giao thoa nhau tạo ra những trạng thái tiêu cực và có thể kiểm soát được chúng bằng việc tạo ra những trạng thái tối ưu.
Ông hướng đến việc quản lý những tác động bên ngoài bằng việc dựa trên tính đúng đắn và thiết lập những quy tắc định vị chúng. Việc này đã thành công khi một cơ chế thị trường đã thành lý thuyết quản lý những vấn đề phát sinh bên ngoài. Thế nhưng giải pháp đó đã không thật sự trở nên đơn giản khi đem ứng dụng vào các nội dung truyền thông ((Hay 1996)).

#### Rác điện thư
Một vài nhà nghiên cứu coi rác (spam) là "ô nhiễm thông tin" và họ áp dụng những ý tưởng của Ronald Coase để kiểm soát.
Việc gửi cùng lúc hàng trăm nghìn điện thư (email) đã làm hoạt động tạo rác trở nên rất rẻ, kẻ tạo rác (spammers) chủ yếu lợi dụng những nhà cung cấp dịch vụ Internet để phát tán chúng (khiến cho người nhận buộc phải tiêu tốn sự chú ý). Như vậy, phát tán lên mạng càng nhiều rác càng tốt, có vẻ là một chiến lược khôn ngoan ngay cả khi chỉ có 0.001% những người nhận (1/100 000) quan tâm đến việc mua hàng, một chiến dịch phát tán rác có thể đem lại lợi ích ((Mangalindan 2002)). Các spammer đang nhắm đến sự chú ý của các khách hàng tiềm năng trong khi họ đang tránh được việc phải trả tiền một cách "sòng phẳng" cho việc nhận được sự chú ý này do những kiến trúc hiện tại của mạng điện thư không được rõ ràng.
Một trong những giải pháp có thể thực hiện được, đó là người gửi sẽ nhận được một khoản phí cho mỗi lần điện thư được gửi đi. Điều này tương tự như khoản phí phải trả cho nhà quảng cáo khi họ gửi thông điệp đến người nhận. Nhưng thao tác [lần lượt] gửi cùng một nội dung email tới 1000 người nhận buộc người gửi phải tiêu tốn gấp 1000 thời gian ứng với một lần. Một thí nghiệm vào năm 2002 áp dụng cách thức này đã khiến cho những người gửi tiêu tốn quá nhiều công sức để đạt được mục tiêu, tỏ ra kém hiệu quả hơn những thông báo sẵn có trợ giúp những ai muốn tìm kiếm nó một cách chủ động, như vậy đã có sự chuyển đổi chi phí cho những quyết định khi mà một email được yêu cầu từ người nhận đến người gửi ((Kraut 2002)).
Những điều luật chống lại "hành vi phát tán rác" đã đặt trách nhiệm lên vai nhà chức trách, trong khi những giải pháp về công nghệ như việc xây dựng các hệ thống "lọc rác" được giao cho những công ty riêng biệt hoặc dựa trên những giải pháp kỹ thuật từ ý thức những người dùng mạng.
Một giải pháp tổng thể dựa trên nhiều nhân tố, cho phép khả năng điều chỉnh riêng lẻ qua đánh giá từ một thông tin đã được cung cấp hơn là một quyết định đơn phương từ một điều luật (Loder, Van Alstyne & Wash 2004, p. 10). Những thỏa hiệp như vậy tiêu tốn sự chú ý và tạo ra những chú ý đáng giá.

#### Trang mạng phát tán rác
Ngày nay các hệ thống tìm kiếm (như google search, yahoo search, msn search) đã trở thành nhân tố cơ bản cho hoạt động tìm & khai thác (truy nhập) thông tin trên mạng, việc đứng ở vị trí cao trong bảng kết quả tìm kiếm đã trở thành một "mặt hàng" quý giá, bởi khả năng tìm kiếm của các hệ thống này sẽ tạo ra tâm điểm cho sự chú ý của người tìm. Tương tự như các hệ thống thông tin khác, các trang web tìm kiếm có thể bị tác động bởi "thông tin ô nhiễm": Bởi môi trường mạng chứa đựng những mạo hiểm cho việc tìm kiếm, sức chú ý giúp tạo ra những chiến lược phản hồi từ những hệ thống thuật toán tìm kiếm. Được đánh giá là một khám phá thành công khi nắm bắt được những chiến lược trên, Web spam đã trở thành ngành kinh doanh đem lại lợi nhuận 4,5 tỷ Mỹ kim hàng năm (Singhal 2004, tr. 16).
Từ khi các máy tìm kiếm dựa vào việc đánh giá đệ quy các siêu liên kết đến một trang để xác định vị trị trong bảng xếp hạng kết quả tìm kiếm, một cầu nối thị trường cho việc tạo ra & mua bán các siêu liên kết đã xuất hiện. Những người tham gia thị trường này hoạt động đa dạng và được biết đến như các link spamming, link farming, and reciprocal linking.

## Hoạt động mua bán phát sinh
Thực tế là các trọng tâm chú ý được tạo ra bởi các bộ máy tìm kiếm trên mạng đã trở thành một mặt hàng quý giá định hướng việc tạo ra các mô hình, như việc các bộ máy tìm kiếm tích hợp luôn vào bảng kết quả các quảng cáo siêu liên kết đến những trang mạng có mặt trong kết quả tìm kiếm. Một dạng đó là các nhà quảng cáo hoặc các trang mạng sẵn sàng trả tiền cho nhà cung cấp dịch vụ tìm kiếm để được đứng ở những vị trí cao trong bảng kết quả tìm kiếm bất kết từ khóa của người dùng không có liên hệ trực tiếp đến trang của họ [người trả tiền] hay không. Với tiền bạc thu được từ bán đấu giá những vị trí cao trong bảng kết quả tìm kiếm, các trang cung cấp dịch vụ tìm kiếm có thể chọn "giải pháp" thích hợp để trả lại cho người yêu cầu dịch vụ mà không tuân theo những thuật toán nội tại của hệ thống tìm kiếm.
Những loại hình quảng cáo trả tiền trước, ngày càng trở nên phổ biến rộng khắp trong các mạng quảng cáo như Yahoo! Publisher Network và Google Adsense, coi sự chú ý của khách hàng như một thuộc tính của hệ thống tìm kiếm (kể cả trường hợp trả tiền) hoặc các nhà xuất bản (trong trường hợp trả tiền cho các mạng quảng cáo). Điều này có một vài khác biệt giữa trường hợp những người dùng chống lại hành động phát tán rác [anti-spam users] sử dụng quyền lợi chú ý, được đối xử như một sức chú ý cá nhân bởi chính sở hữu của họ.
Một cách tiếp cận tới những hoạt động mua bán phát sinh để đối xử với những cá nhân mà sức chú ý của chính họ là thị trường gốc (ROOT Markets Lưu trữ ngày 6 tháng 7 năm 2007 tại Wayback Machine), được thành lập vào đầu năm 2005. Thị trường gốc dự định tạo ra những giao dịch thương mại cho việc mua bán thông tin về sức chú ý của con người (tới phương tiện truyền thông) và những dự định (mua sản phẩm hoặc dịch vụ). Người ta có thể ghi lại một cách trực tuyến những dữ liệu sở về sở thích bằng cách thiết lập các trình duyệt cho phép ghi lại các tệp tin "nhật ký" (logs) lướt mạng. Dữ liệu này có thể được những nhà đầu tư trên thị trường sức chú ý mua và bán lại cho những nhà quảng cáo (NoNoFollow.net 2005). Điều khác biệt chính với các trang web quảng cáo hiện thời là những khách hàng riêng lẻ, không chỉ là những nhà xuất bản, có thể bán sự chú ý, và những nhà đầu tư thứ ba có thể dễ dàng tham gia vào cạnh tranh trên thị trường chứng khoán. Kết quả mong đợi đó là thị trường gốc sẽ tạo ra những giao dịch sức chú ý thành công.